# Yevgeniy Ektov
Yevgeniy Ektov (Petropavl, 10 settembre 1986) è un triplista kazako.

## Palmarès
| Anno | Manifestazione             | Sede      | Evento       | Risultato      | Prestazione | Note |
| ---- | -------------------------- | --------- | ------------ | -------------- | ----------- | ---- |
| 2005 | Campionati asiatici        | Incheon   | Salto triplo | 7ª             | 15,67 m     |      |
| 2006 | Asiatici indoor            | Pattaya   | Salto triplo | Bronzo         | 15,93 m     |      |
| 2007 | Universiadi                | Bangkok   | Salto triplo | Qualificazione | nm          |      |
| 2007 | Giochi asiatici indoor     | Macao     | Salto triplo | Bronzo         | 16,34 m     |      |
| 2008 | Asiatici indoor            | Doha      | Salto triplo | 5ª             | 15,98 m     |      |
| 2009 | Universiadi                | Belgrado  | Salto triplo | 6ª             | 16,73 m     |      |
| 2009 | Mondiali                   | Berlino   | Salto triplo | 35ª (q)        | 16,13 m     |      |
| 2009 | Giochi asiatici indoor     | Hanoi     | Salto triplo | Argento        | 16,44 m     |      |
| 2009 | Campionati asiatici        | Guangzhou | Salto triplo | Bronzo         | 16,49 m     |      |
| 2010 | Giochi asiatici            | Guangzhou | Salto triplo | Argento        | 16,86 m     |      |
| 2011 | Campionati asiatici        | Kōbe      | Salto triplo | Oro            | 16,91 m     |      |
| 2011 | Universiadi                | Shenzhen  | Salto triplo | Bronzo         | 16,83 m     |      |
| 2011 | Mondiali                   | Taegu     | Salto triplo | Qualificazione | nm          |      |
| 2012 | Giochi olimpici            | Londra    | Salto triplo | 19ª            | 16,31 m     |      |
| 2013 | Universiadi                | Kazan'    | Salto triplo | Bronzo         | 16,57 m     |      |
| 2014 | Giochi asiatici            | Incheon   | Salto triplo | 4ª             | 16,62 m     |      |
| 2016 | Campionati asiatici indoor | Doha      | Salto triplo | 4ª             | 15,91 m     |      |